# Landelijk InformatieCentrum Gezelschapsdieren
Het Landelijk InformatieCentrum Gezelschapsdieren (LICG) is een onafhankelijke stichting gevestigd in Barneveld en geeft voorlichting over het aanschaffen en verzorgen van huisdieren.

## Geschiedenis
Het LICG is op 31 oktober 2006 statutair opgericht en op 31 oktober 2007 officieel geopend. De stichting is een initiatief dat voortkomt uit het actieplan “Gedeelde zorg” (maart 2006) van het Forum Welzijn Gezelschapsdieren. Dit actieplan is door de gezelschapsdierensector opgesteld en beschrijft welke maatregelen nodig zijn om de gezondheid en het welzijn van huisdieren in Nederland te verbeteren.
Eén van de instrumenten die in het actieplan beschreven worden is het geven van objectieve, betrouwbare informatie aan kopers en eigenaren van huisdieren door een nog in te richten informatiecentrum op dit gebied. Nadat de toenmalige minister van Landbouw, Natuur en Voedselkwaliteit, Cees Veerman, toezegde dit initiatief te willen ondersteunen is door een aantal belangrijke vertegenwoordigers van de gezelschapsdierensector in de periode maart tot en met oktober 2006 gewerkt aan de verdere uitwerking en realisatie van dit initiatief.
Na de statutaire oprichting op 31 oktober 2006 is vervolgens een jaar besteed aan het inrichten van de organisatie en het ontwikkelen van de eerste voorlichtingsmaterialen, alvorens exact een jaar later officieel te openen. De opening vond plaats op Slot Zeist in Zeist.

## Bestuur en kantoor
Het LICG kent een bestuur dat de koers van de stichting bepaalt en een kantoor dat hieraan uitvoering geeft. Het kantoor staat inhoudelijk los van de in het bestuur participerende organisaties, zodat de objectiviteit en onafhankelijkheid van de voorlichting geborgd zijn. Het bestuur wordt gevormd door vertegenwoordigers van Dibevo, de Dierenbescherming, de faculteit Diergeneeskunde (Universiteit Utrecht), Aeres Barneveld en de Koninklijke Nederlandse Maatschappij voor Diergeneeskunde (KNMvD). Ook het Ministerie van Landbouw, Natuur en Voedselkwaliteit is vertegenwoordigd bij de bestuursvergaderingen van het LICG.

## Missie, visie en doelstelling
De missie van het LICG luidt als volgt: “Het LICG is een onafhankelijke organisatie die voorziet in de behoefte aan betrouwbare informatie over het verantwoord omgaan met gezelschapsdieren.”
De visie van het LICG is als volgt gedefinieerd: “In de relatie tussen mens en gezelschapsdier worden gezondheid en welzijn van beiden bevorderd doordat iedereen die omgaat met gezelschapsdieren in Nederland het LICG kent als hét goed toegankelijke informatiecentrum en op basis van de betrouwbare informatie die het LICG verstrekt verantwoorde keuzes maakt.”
De doelstelling van het LICG is het leveren van een bijdrage aan het dierenwelzijn door producten te ontwikkelen die voorzien in de behoefte aan betrouwbare informatie van (potentiële) kopers en houders van gezelschapsdieren en hen ertoe aan te zetten zodanig te handelen dat dit het welzijn van gezelschapsdieren ten goede komt.

## Werkzaamheden
Om kopers en eigenaren van huisdieren in staat te stellen om die keuzes te maken die de gezondheid en het welzijn van hun dieren ten goede komen, maakt het LICG huisdierenbijsluiters. De huisdierenbijsluiter werd door het Forum Welzijn Gezelschapsdieren ook als zodanig benoemd als in te zetten instrument. Huisdierenbijsluiters zijn “gebruiksaanwijzingen” op diersoortniveau waarin men meer kan lezen over de betreffende diersoort. De huisdierenbijsluiters worden op de website van het LICG geplaatst, maar ook via QR-codes ontsloten. Rondom diverse thema’s stelt het LICG praktische documenten op. Onder andere met informatie over invoereisen huisdieren voor landen binnen en buiten Europa. Het LICG is ook organisator van campagnes, zoals de 'Chipmaand' (ieder jaar in juni). Daarnaast heeft het centrum speciale themawebsites als Minderhondenbeten.nl en Rashondengids.nl.